# Stefano Ferrando
Stefano Ferrando (ur. 28 września 1895 w Rossiglione, Genui we Włoszech, zm. 20 czerwca 1978 w Quarto) – włoski misjonarz, biskup krisznagarski i shillongski, Czcigodny Sługa Boży Kościoła katolickiego.

## Życiorys
Stefano Ferrando urodził się 28 września 1895 roku. Wstąpił do Towarzystwa Salezjańskiego i w młodym wieku był nauczycielem religii w Domu Salezjańskim. W czasie I wojny światowej przez cztery lata był sierżantem i w 1917 roku został odznaczony srebrnym medalem za ratowanie rannych. 18 marca 1923 roku został wyświęcony na kapłana w Borgo San Martino. 9 lipca 1934 roku papież Pius XI wyniósł go do godności biskupiej do kierowania diecezją Krisznagar, a 10 listopada 1934 roku został konsekrowany przez arcybiskupa Kalkuty. 26 listopada 1935 roku został biskupem Shillong. Z funkcji tej zrezygnował 26 czerwca 1969 roku, tego też dnia został mianowany tytularnym arcybiskupem Troyna. 
W 1987 roku na prośbę indyjskich sióstr jego doczesne szczątki umieszczono w kaplicy klasztoru św. Małgorzaty w Shillongu. Jego proces beatyfikacyjny na szczeblu diecezjalnym rozpoczął się 8 października 2003, a zakończył się 3 sierpnia 2006. 3 marca 2016 papież Franciszek podpisał dekret o heroiczności cnót Stefana Ferranda.